# For Your Lungs Only
For Your Lungs Only è l'EP di debutto del gruppo musicale statunitense Alkaline Trio, pubblicato nel 1998.

## Tracce
Side A
1. Snake Oil Tanker – 1:22
2. Southern Rock – 3:06

Side B
1. Cooking Wine – 2:18
2. For Your Lungs Only – 2:27

## Formazione
- Matt Skiba – chitarra, voce
- Dan Andriano – basso, cori
- Glenn Porter – batteria